# Zé Carlos (Fußballspieler, 1983)
Zé Carlos, bürgerlich José Carlos Ferreira Filho (* 24. April 1983 in Maceió), ist ein brasilianischer Fußballspieler.

## Karriere
Der 1,86 Meter große Stürmer begann seine Karriere beim Verein SC Corinthians Alagoano, er stand bis 2005 beim Verein unter Vertrag. Von 2002 bis 2005 wurde er von vier Vereinen ausgeliehen. 2005 unterzeichnete er einen Vertrag bei Jeonbuk Hyundai Motors und gewann mit die AFC Champions League 2006. 2008 ging er zum SC Corinthians Alagoano zurück und wurde wieder von verschiedenen Vereinen ausgeliehen. Im nächsten Jahr wurde er von Cruzeiro Belo Horizonte ausgeliehen. 2014 stand er beim Criciúma EC unter Vertrag. Seitdem tingelte er durch unterklassige Klubs seiner Heimat und beendete 2021 seine aktive Laufbahn.

## Erfolge
Hyundai Motors
- AFC Champions League: 2006

Cruzeiro
- Staatsmeisterschaft von Minas Gerais: 2009

CRB
- Staatsmeisterschaft von Alagoas: 2015

## Auszeichnungen
Criciúma
- Torschützenkönig Série B 2012 mit 27 Toren

CRB
- Torschützenkönig Série B 2015 mit 19 Toren